# Sistema de llançament vertical
El sistema de llançament vertical, o VLS per les seves sigles (en anglès: Vertical Launching System), és un tipus modern de llançament de míssils usat en submarins i en vaixells de guerra. Derivat dels sistemes de llançament desenvolupats per als míssils balístics a bord de submarins estratègics (els SLBM), un VLS es concep com un sistema equivalent a escala reduïda per al llançament de míssils de creuer com el BGM-109 Tomahawk i míssils superfície-aire (SAM) com els Standard.

## Disseny
El sistema de llançament vertical de míssils (en anglès: Vertical Launching System) (VLS), és un grup de sitges llançadors de míssils instal·lat sota la coberta d'un vaixell, permet una millor selecció de míssils dins d'un contenidor de míssils, que funcionen com a sitges llançadors de míssils intercanviables, es pot canviar el cartutx llançador de míssils, per un nou cartutx amb un míssil en el seu interior, per tenir més potència de foc i major capacitat de supervivència, els míssils s'emmagatzemen en una cel·la de llançament en posició vertical, en els vaixells que tenen el sistema de combat Aegis.
Els míssils són de combustible sòlid i més petits que els llançats des de terra, les ales són plegables i té dues etapes. El míssil llançador vertical (VSL), està localitzat enfront de la cabina de comandament de la nau Classe Ticonderoga, on la tripulació pot veure el llançament dels míssils a través de les finestres blindades del pont de comandament; les sitges ocupen el lloc dels canons principals, que són retirats en aquest nou model de nau de combat, per la instal·lació del llançador; també es poden instal·lar llançadors de míssils en la popa del vaixell, al costat de la plataforma per aterrar els helicòpters navals.
El llançador vertical (VSL) múltiple, s'obre amb una comporta blindada, instal·lada sobre la coberta del vaixell, comparable a la comporta dels submarins nuclears que s'obre cap al costat i manté al míssil en el seu interior, protegit de les difícils condicions en el mar, humitat, pluja, tempestes i ones que trenquen sobre la popa de la nau, i el míssil és llançat des de la sitja en posició vertical, fora de la coberta del vaixell i amb un sistema lateral d'expulsió de gasos calents, mitjançant unes petites comportes rectangulars que s'obren als costats de la sitja i sobre la coberta del vaixell, al mateix temps del seu llançament; el sistema de llançament pot transportar diferents tipus de míssils en el seu interior, en quatre files juntes de quatre míssils cadascuna, depenent de la grandària de la nau i l'ample de la coberta, es poden instal·lar més sitges llançadors de míssils.
Aquest nou sistema d'armament és instal·lat en els vaixells de combat més moderns del món i estableix una diferència de tecnologia, entre els vaixells de combat de generacions anteriors, que tenen llançadors de míssils horitzontals adaptats sobre la coberta del vaixell, amb els nous vaixells de guerra, construïts recentment i són de nova generació, que en un combat modern els superen àmpliament i dominen els mars del món al nou segle, com els de la Classe Arleigh Burke i Classe Ticonderoga dels Estats Units, la Classe Álvaro de Bazán d'Espanya, la Classe Fridtjof Nansen de Noruega, el creuer de la Classe Kirov (1980) de Rússia i el més modern Tipus 45 (Classe Daring) del Regne Unit.
Algunes fragates de la Classe Oliver Hazard Perry venudes a altres països com per exemple Austràlia, han estat repotenciades amb petites cel·les de llançament de míssils, en els sistemes d'armes embarcats amb el llançador MK 41 de míssils de llançament vertical amb 8 sitges llançadors, per llançar els míssils navals SAM Evolved Sea Sparrow Missile.

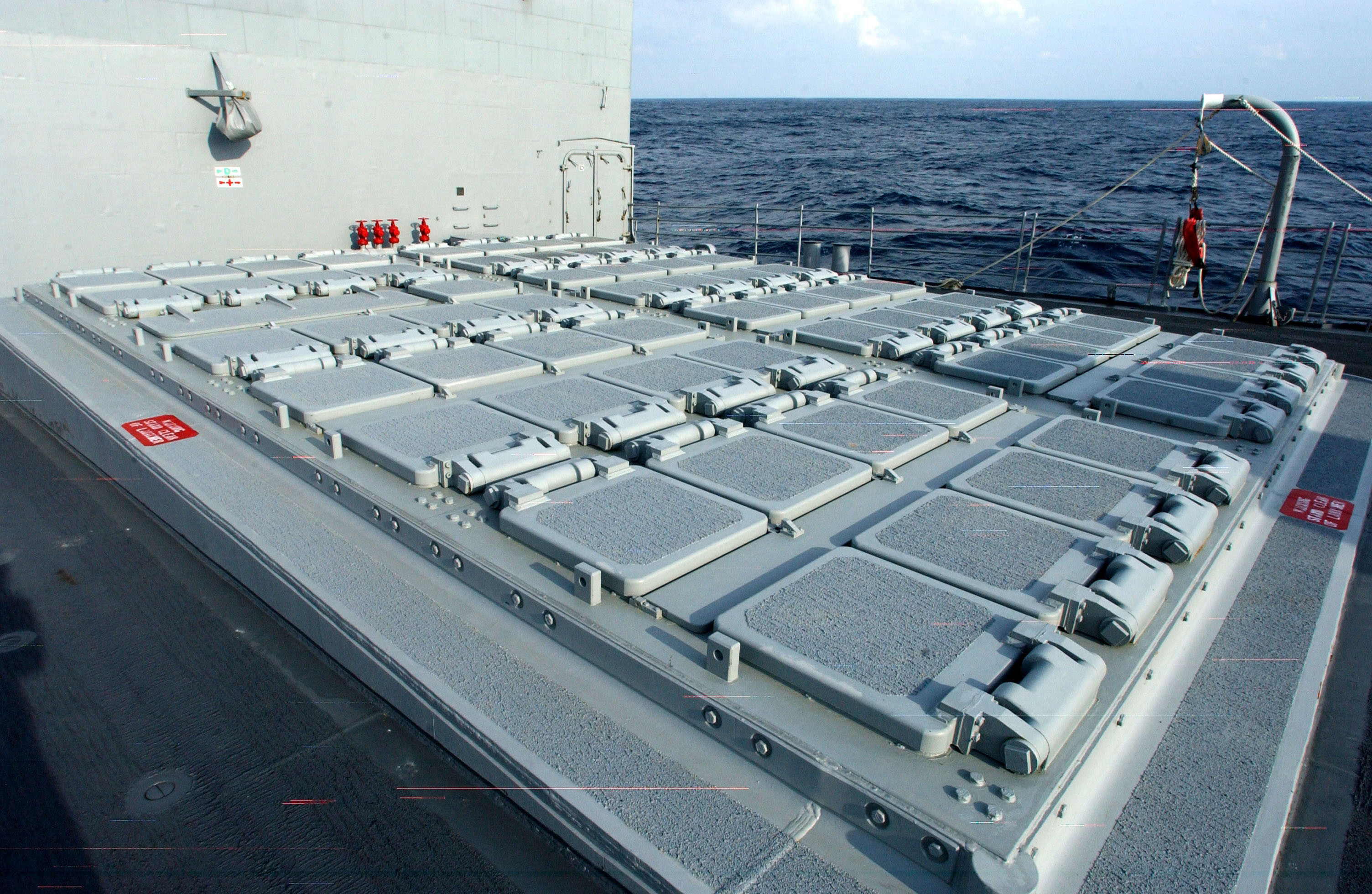
Sistema de llançament vertical en el vaixell llançamíssils USS San Jacinto.
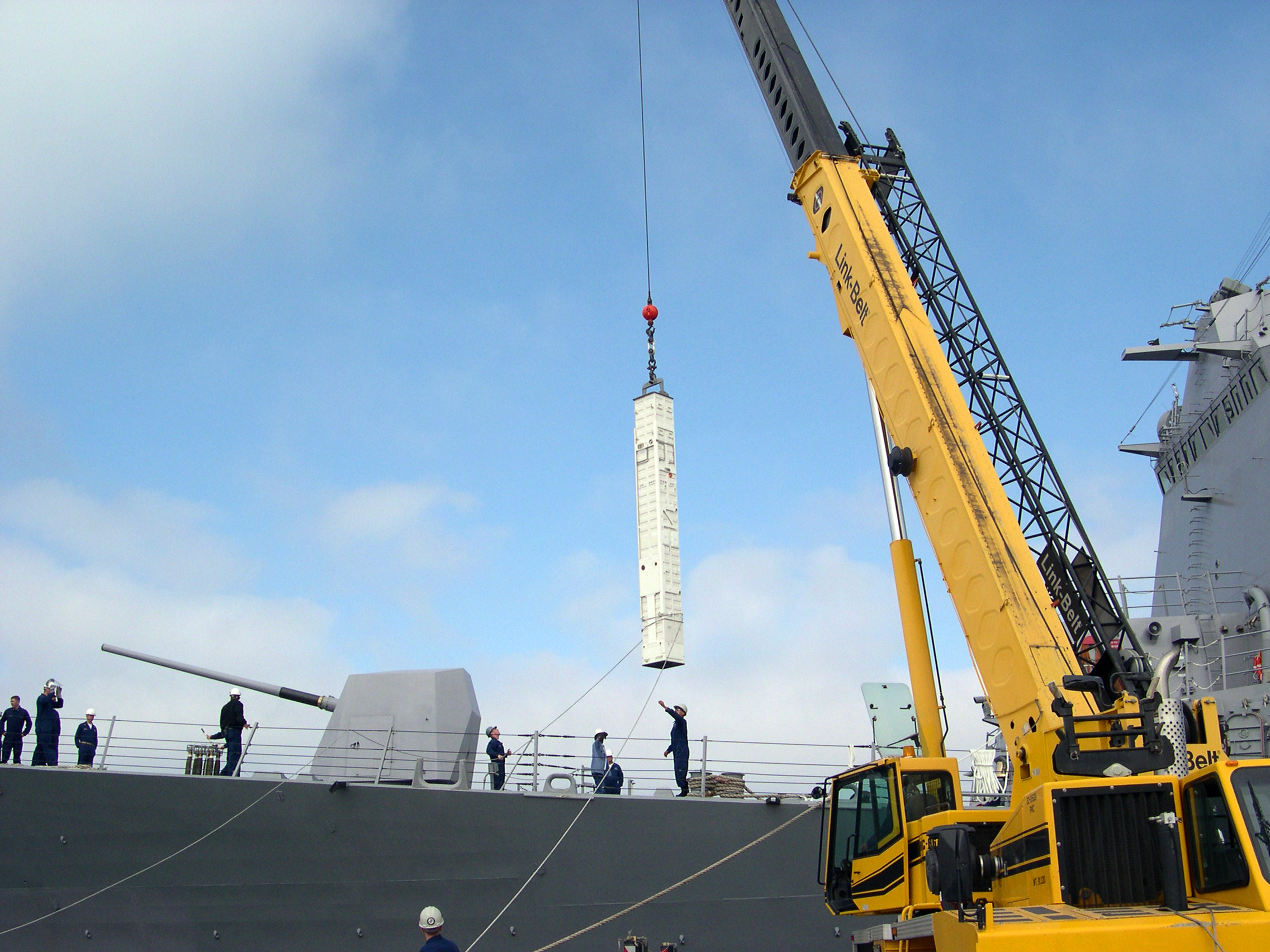
Míssil Evolved Sea Sparrow en el destructor llançamíssils USS McCampbell.
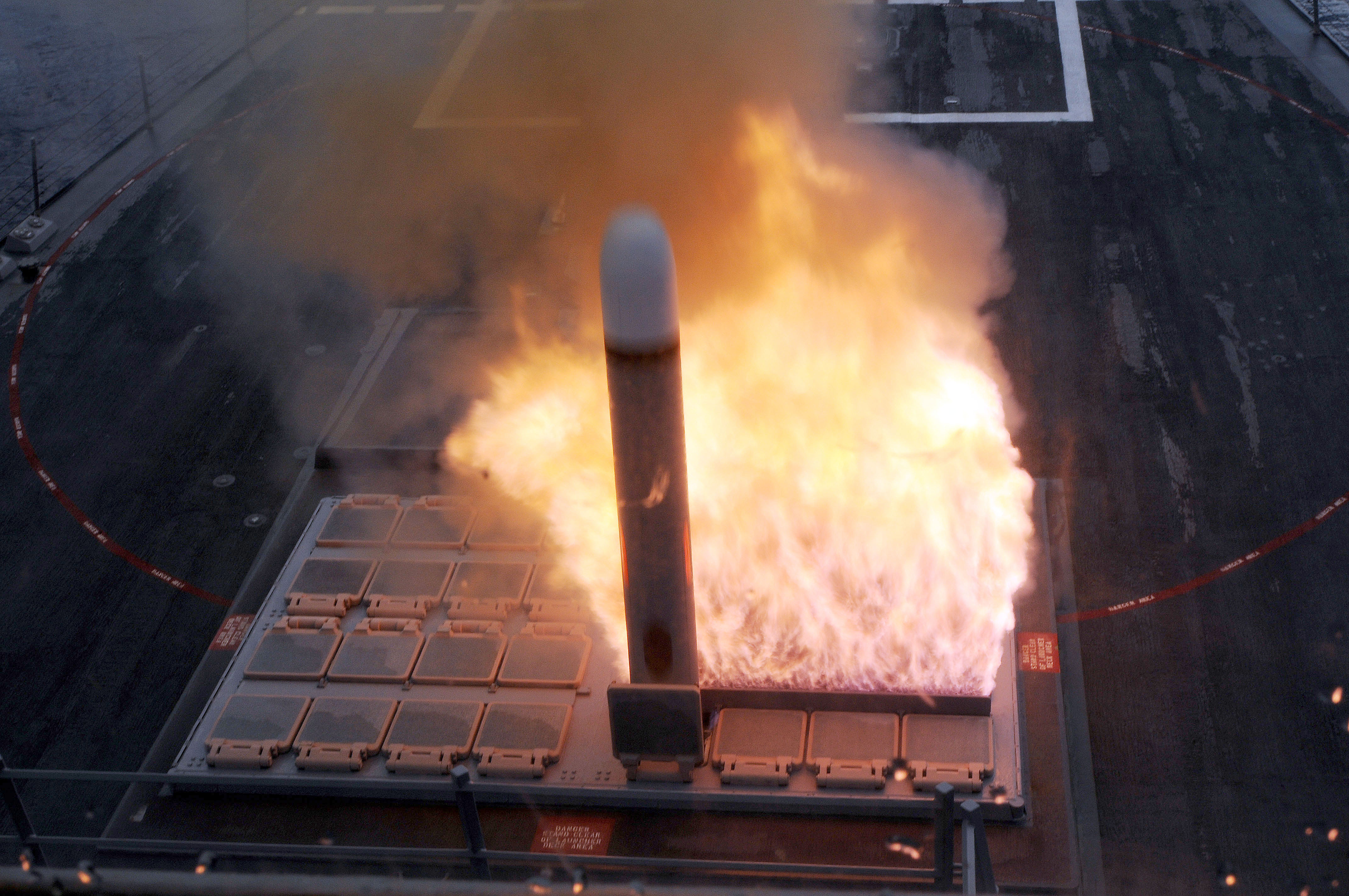
Míssil de creuer Tomahawk llançat des de l'USS Farragut (DDG-99).